# إيرل آي. أنزاي
إيرل آي. أنزاي (بالإنجليزية: Earl I. Anzai) هو محامي أمريكي، ولد في 4 أكتوبر 1941.